# Bisellium
Bisellium (från latinets bi = två och sella = stol) var en vackert dekorerad dubbelstol, dock avsedd för en person, som hos forntidens romare som äretecken tilldelad vissa honoratiores inom landsortsstäderna (municipia) som augustaler och dekurioner.